# 大阪市立みどり小学校
大阪市立みどり小学校（おおさかしりつ みどりしょうがっこう）は大阪府大阪市鶴見区にある公立小学校。

## 概要
1960年代から1970年代にかけ、児童数増加に伴い、地域に小学校の新設を求める住民の声が大きくなった。そのため、大阪市立すみれ小学校の分校として1976年に設置され、大阪市立鶴見小学校の校区の一部も加えて1977年に独立開校した。
本校の標準服は緑色(カッターシャツ自体は白だがブレザー及びズボンまたは吊りスカートのこと)で、市内で緑色の標準服の小学校は本校のみである。また校歌（1978年2月制定）の作曲は市川都志春が担当した。

## 沿革
- 1970年2月 - 地域住民が、要望書をまとめて大阪市に陳情を行う。
- 1972年7月 - 緑地区に新校設立推進委員会結成。
- 1976年4月 - 大阪市立すみれ小学校分校を設置。
- 1977年4月1日 - 開校。新1年生121名、すみれ小学校より472名、鶴見小学校より80名の児童を迎えた。
- 1977年6月16日 - 校章を制定。この日を創立記念日とする。
- 1978年2月 - 校歌制定。
- 1989年12月 - 大阪市制百周年を記念して桜を植樹。

### この節の出典
- 大阪市立みどり小学校沿革（学校ホームページ内）

## 校区
- 大阪市鶴見区 緑1丁目-3丁目の全域、鶴見6丁目の一部

## 交通
- 大阪シティバス
  - 45系統「鶴見商業高校前」バス停または83系統「緑三丁目」バス停から、それぞれ徒歩。
- Osaka Metro長堀鶴見緑地線今福鶴見駅から、徒歩。